# Plebejus amata
Plebejus amata är en fjärilsart som beskrevs av Grose-smith 1890. Plebejus amata ingår i släktet Plebejus och familjen juvelvingar. Inga underarter finns listade i Catalogue of Life.